# Јахја Абдул Матин II
Јахја Абдул Матин II (енгл. Yahya Abdul-Mateen II; Њу Орлеанс, 15. јул 1986) амерички је глумац. Најпознатији је по тумачењу Дејвида Кејна, Црне Манте у суперхеројском филму DC-јев проширени универзум, Аквамен (2018); Бобија Стила у историјско-правној драми Netflix-а, Чикашка седморка (2020); и Кал Абар у ограниченој серији HBO-а, Надзирачи (2019). За последње, освојио је награду Еми за ударне термине за најбољег споредног глумца у ограниченој серији или филму. Такође је играо у епизоди серија Слушкињина прича и Црно огледало.
Такође је играо у мјузикл-драмској серији The Get Down (2016–2017), која је емитована на Netflix-у, Абдул-Матин појавио се у бројним филмовима, укључујући филмове Чувари плаже (2017), Величанствени шоумен (2017), Ми (2019) и Кендимен (2021).

## Филмографија

### Филм
| Година | Српски назив                   | Изворни назив | Улоге                    | Напомене                        |
| ------ | ------------------------------ | ------------- | ------------------------ | ------------------------------- |
| 2012.  | Н/Д                            |               | Јахја                    | кратки филм; такође копродуцент |
| 2017.  | Н/Д                            |               | Двејн Џоунс              |                                 |
| 2017.  | Чувари плаже                   |               | наредник Гарнер Елерби   |                                 |
| 2017.  | Величанствени шоумен           |               | В.Д. Вилер               |                                 |
| 2018.  | Н/Д                            |               | Дарел                    |                                 |
| 2018.  | Границе                        |               | Серж                     |                                 |
| 2018.  | Аквамен                        |               | Дејвид Кејн / Црна Манта |                                 |
| 2019.  | Ми                             |               | Расел Томас / Вејланд    |                                 |
| 2019.  | Н/Д                            |               | Азиз                     |                                 |
| 2020.  | Н/Д                            |               | Велики Стуна             |                                 |
| 2020.  | Чикашка седморка               |               | Боби Сил                 |                                 |
| 2021.  | Кендимен                       |               | Ентони Макој             |                                 |
| 2021.  | Матрикс: Ускрснућа             |               | Морфијус                 |                                 |
| 2022.  | Хитна помоћ                    |               | Вилијам Шарп             |                                 |
| 2023.  | Аквамен и изгубљено краљевство |               | Дејвид Кејн / Црна Манта |                                 |
| 2026.  | The Adventures of Cliff Booth  |               |                          |                                 |

### Телевизија
| Година     | Српски назив     | Изворни назив | Улога                     | Напомене          |
| ---------- | ---------------- | ------------- | ------------------------- | ----------------- |
| 2016–2017. | Н/Д              |               | Клеренс „Кадилак” Колдвел | 11 епизода        |
| 2018.      | Слушкињина прича |               | Омар                      | епизода: „Пртљаг” |
| 2019.      | Црно огледало    |               | Карл                      | 1. епизода        |
| 2019.      | Надзирачи        | Кал Абар      | 8 епизода                 |                   |